# Moses Gill
Moses Gill est un homme politique des États-Unis (né à Charlestown (Massachusetts) le 18 janvier 1734, mort le 20 mai 1800). Il est lieutenant gouverneur du Massachusetts de 1794 jusqu'à sa mort.